# Antonio Pacheco (Fußballspieler, 1976)
Antonio Pacheco D’Agosti (* 11. April 1976 in Montevideo) ist ein ehemaliger uruguayischer Fußballspieler auf der Position des Stürmers und aktueller -trainer. Zusätzlich besitzt er die italienische Staatsbürgerschaft.

## Karriere

### Verein
Er begann seine Karriere im Jahre 1993 bei Peñarol Montevideo, einem der erfolgreichsten und renommiertesten Vereine Südamerikas. Nach sieben erfolgreichen Jahren, in denen er mit der Mannschaft unter anderem sechs Mal die Meisterschaft der Primera División Uruguaya gewinnen konnte, verpflichtete ihn 2001 der italienische Spitzenclub Inter Mailand. In vier Jahren der Vereinszugehörigkeit absolvierte Pacheco allerdings lediglich ein Pflichtligaspiel für die Schwarz-Blauen und wurde an drei Vereine ausgeliehen – zu Espanyol Barcelona, zurück zu Peñarol sowie zu Albacete Balompié. Schließlich erhielt er 2005 einen Vertrag bei letzterem, kam dort allerdings nur auf 19 Einsätze. Es folgten eine weitere erfolglose Ausleihe und ein kurzes Auflaufen für Gimnasia y Esgrima de La Plata in Argentinien, bevor Pacheco im Jahre 2007 zu seinem Ausgangsverein CA Peñarol zurückwechselte. Seitdem hatte er sich zu einem der wichtigsten Torschützen des Teams entwickelt. So wurde er in der Saison 2009/10 Torschützenkönig der Primera División. In der Spielzeit 2011/12 stand er bei den Montevideo Wanderers unter Vertrag und traf dort zehnmal in 28 Ligaspielen. In der Folgesaison kehrte er zu den Aurinegros zurück, absolvierte in der Apertura aber nur ein Spiel (ein Tor) in der Primera División. In der Rückserie trug er jedoch mit fünf Treffern in 16 Spielen, darunter ein Hattrick im Meisterschaftsfinale gegen Defensor, mit dem er das Spiel entschied, zum Gewinn der Landesmeisterschaft 2012/13 bei. In der Spielzeit 2013/14 lief er 26-mal auf und erzielte sieben Tore. Zudem sind bis zu diesem Zeitpunkt nach seiner Rückkehr sechs Spiele in der Copa Libertadores und zwei in der Copa Sudamericana für ihn geführt. In der Saison 2014/15 wurde er 30-mal in der Primera División eingesetzt und traf dabei neunmal. Überdies lief er in fünf Begegnungen (kein Tor) der Copa Sudamericana 2014 auf. Am 8. August 2015 erklärte Pacheco im Alter von 39 Jahren seinen Rücktritt vom aktiven Sport.

### Nationalmannschaft
In der Nationalmannschaft debütierte er am 12. Oktober 1997 in einem Spiel der Qualifikation zur Fußball-Weltmeisterschaft 1998 gegen Argentinien. Es endete 0:0. Im selben Jahr nahm er mit Uruguay am FIFA-Konföderationen-Pokal teil, wo er mit der Nationalmannschaft den vierten Platz belegte. Mit der Celeste erreichte er sodann bei der Copa América 1999 das Finale – dieses verlor man aber deutlich gegen Brasilien. Bis zu seinem bislang letzten Einsatz am 1. Juni 2004 absolvierte Antonio Pacheco zwölf Partien für die Celeste und erzielte dabei drei Tore.

### Erfolge
- Uruguayischer Meister: 1994, 1995, 1996, 1997, 1999, 2003, 2009/10, 2012/13
- Copa Parmalat: 1993, 1994, 1996, 1998
- Torschützenkönig der Primera División Profesional de Uruguay: 2008/09 (12 Tore) und 2009/10 (23 Tore)